# Fatsia japonica
Fatsia japonica é uma espécie de Fatsia.

## Sinônimos
- Aralia japonica Thunb.
- Aralia sieboldii K.Koch
- Dimorphanthus japonicus (Thunb.) Endl.
- Echinopanax japonicus (Thunb.) Kuntze